# Королівський палац (Стокгольм)
Стокгольмський королівський палац (швед. Kungliga slottet) — офіційна резиденція шведських монархів на парадній набережній острова Штадсгольмен у центрі Стокгольма.

## Історія
У середні віки на місці палацу височів Стокгольмський замок, закладений Биргером Ярлом для захисту водного шляху з Балтики до Меларену. З будівництва цього замку почалася історія міста Стокгольма.
При Юхані III похмурий замок змінила елегантна резиденція, витримана в дусі ренесансу. До кінця XVII в. вона була визнана застарілою, і в 1690—1697 роках за проєктом Тессіна Молодшого на її місці був зведений бароковий палац. До настання Нового часу королівський палац продовжував служити не тільки місцем розміщення королівської сім'ї, а й уряду Швеції.
7 травня 1697 року ледь добудований палац згорів дотла, і Тессин розпочав будівництво нині існуючої будівлі на 600 кімнат, з фасадом завдовжки в 120 метрів. Цікаво, що знаменита пожежа 1697 року, в результаті якої також мало не загинула королівська сім'я і не згоріло тіло померлого незадовго до пожежі короля Карла XI, почалася в покоях брандмейстера, який відповідав за протипожежну безпеку палацу.
Через економічну скруту будівництво нової будівлі палацу затягнулося до 1754 року, а північно-західне крило було завершено тільки 1760 року. Подібно до мадридського королівського палацу, резиденція шведських королів, з її важкими симетричними масами, зобов'язана своїм зовнішнім виглядом невтіленому бернінієвскому проєкту палаццо Барберіні.